# Хорн, Яннес
Я́ннес-Ки́лиан Хорн (нем. Jannes-Kilian Horn; 6 февраля 1997, Брауншвейг) — немецкий футболист, защитник австрийского клуба «Рапид (Вена)».

## Клубная карьера
Хорн является воспитанником «Вольфсбурга», перешёл в академию клуба в 11 лет, закончил её в 2016 году. В концовке сезона 2015/16 трижды попал в заявку клуба на матчи чемпионата Германии. С сезона 2016/17 должен был выступать во второй команде, но вновь оказался на скамейке первой. 17 сентября 2016 года дебютировал в Бундеслиге в поединке третьего тура против «Хоффенхайма», выйдя на замену на 81-й минуте вместо Даниэля Калиджури.
К игроку проявлял интерес «Ливерпуль», по слухам в переходе был заинтересован Юрген Клопп. Также сообщалось об интересе «Ювентуса».
9 июня 2017 года Хорн подписал пятилетний контракт с клубом «Кёльн».
В сезоне 2019/20 Хорн на правах аренды перешёл в «Ганновер 96».
25 июля 2022 года Хорн подписал двухлетний контракт с клубом «Бохум».
7 января 2023 года был арендован клубом Второй Бундеслиги «Нюрнберг». 29 июня 2023 года Хорн подписал постоянный контракт с «Нюрнбергом».
2 августа 2024 года Хорн был арендован клубом MLS «Сент-Луис Сити» до июня 2025 года с опцией выкупа и подписания контракта до июня 2026 года с опцией продления до конца сезона 2026. В американской лиге дебютировал 24 августа в матче против «Портленд Тимберс», выйдя на замену во втором тайме вместо Джейдена Рида.

## Карьера в сборной
Является игроком юношеских сборных Германии. Летом 2016 года попал в окончательную заявку сборной на чемпионат Европы среди юношей до 19 лет. Принял участие в турнире, появлялся на поле в двух матчах. Вместе со сборной занял третье место в группе и победил в переходных играх на юношеский чемпионат мира 2017.